# Explosion (canção)
"Explosion" (estilizado eXplosion) é uma canção do grupo americano Black Eyed Peas com a participação da cantora e compositora brasileira Anitta.  Foi lançada no YouTube em 30 setembro de 2019 e em 4 de outubro de 2019 nas plataformas digitais como um single promocional do festival, Rock in Rio. 

## Antecedentes
Em entrevista ao Jornal da Globo, will.I.am falou sobre a música: "É colorido. Um som que, na minha opinião, é o Brasil. Uma mistura de urbano, clássico, remixado. Adoro samba e adoro bossa nova." 
"Queremos dedicar essa música ao Rock in Rio, acho que ninguém fez isso antes. Faça uma música para um evento maravilhoso. Essa música representa nosso amor pelo Rock in Rio e pelo Brasil".

## Vídeo musical
O clipe foi lançado em 30 de setembro de 2019,  No vídeo, que tem uma pegada futurista, Anitta aparece dançando muito e rodeada por efeitos especiais ao lado de will.i.am, Taboo e apl.de.ap. 

## Histórico de lançamento
| Região | Data                   | Formato                    | Gravadora                          | Ref    |
| ------ | ---------------------- | -------------------------- | ---------------------------------- | ------ |
| Mundo  | 30 de setembro de 2019 | Vídeo Vídeo musical        | will.i.am Music Group • Interscope | [ 10 ] |
| Mundo  | 26 de agosto de 2019   | Download digital streaming | will.i.am Music Group • Interscope | [ 11 ] |